# Palazzo Dal Borgo
Palazzo Dal Borgo si trova in via della Scala 6 a Firenze.

## Storia e descrizione
La sua costruzione risale alla prima metà del XVI secolo per la famiglia Dal Borgo ed un significativo ampliamento fu effettuato da Piero di Jacopo dal Borgo tra il 1550 e il 1560. Risale a questo secondo la facciata, che ha l'ingresso da un portale in posizione asimmetrica su un lato, e finestre (sottolineate ai piani superiori da cornici marcapiano) non tutte a distanza uguale. 
Sull'ingresso campeggia un busto marmoreo di Ferdinando I de' Medici e anticamente anche tutta la facciata era decorata da graffiti che celebravano il primo Granduca di Toscana, Cosimo I. I graffiti, oggi molto rovinati, rappresentavano il Trionfo di David, che era un'allegoria della vita di Cosimo e furono realizzati tra il 1580 e il 1590 forse da Bernardino Poccetti.
Dal 1964 le porzioni superstiti dei graffiti vennero staccate dalla facciata, collocate all'interno e sostituite da copie. Al primo piano il ciclo sviluppava probabilmente il tema del confronto tra Re David e Cosimo, come suggerisce l'unico frammento rimasto dove si vede Re Davi nelle fattezze di Cosimo de' Medici che procede a cavallo con accanto una donna che regge una spada e la testa di Golia tenuta per i capelli, davanti a due figure femminili che suonano. La cornice della scena è sormontata dalla tipica testa caprina, emblema di Cosimo, con due volute superiore e di fianco due arpie con vasi infuocati sulla testa.
Al secondo piano i frammenti sono più consistenti e riguardano quasi tutte le aree tra finestra e finestra: su ogni arco delle monofore si appoggiano due "ignudi", uno per lato, seduti immaginariamente sul capitello di una colonna scanalata dipinta e con la schiena rivolta alla finestra.
All'interno esistono alcune stanze con affreschi sul soffitto (piuttosto malconci) e un piccolo giardino ricavato nel cortile interno. Oggi è sede di un albergo.

## Altre immagini

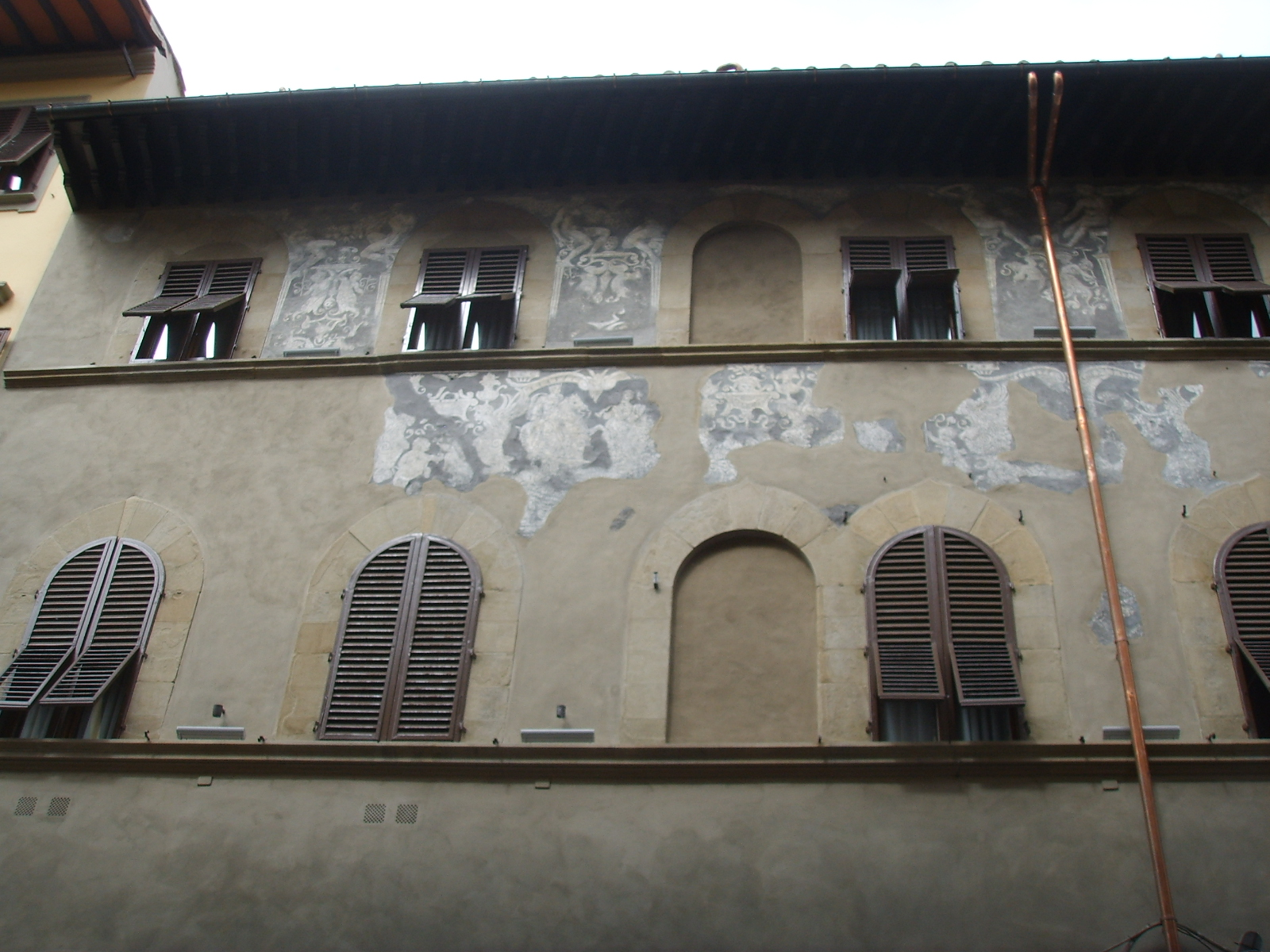
Dettaglio facciata
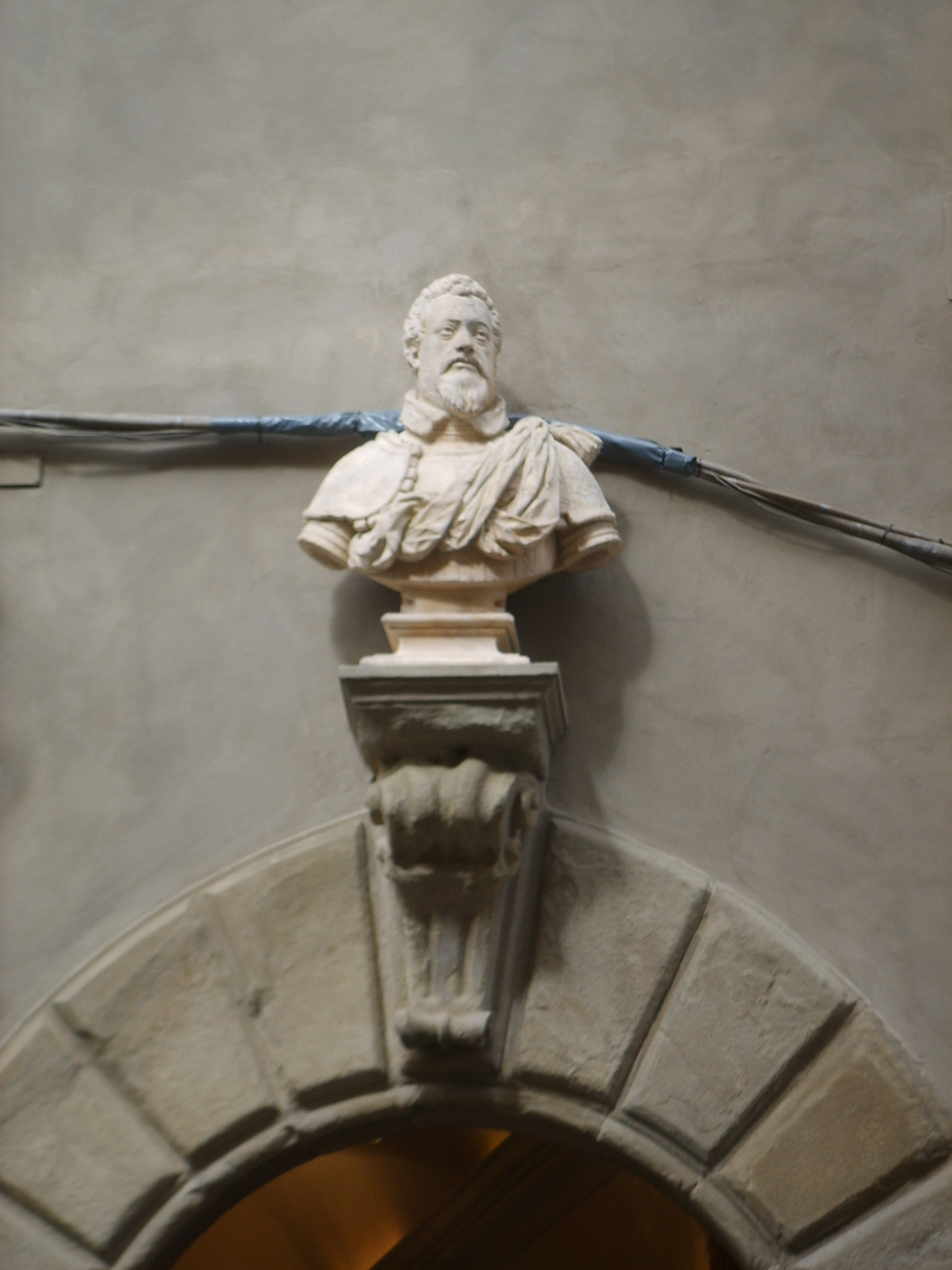
Il busto di Ferdinando I
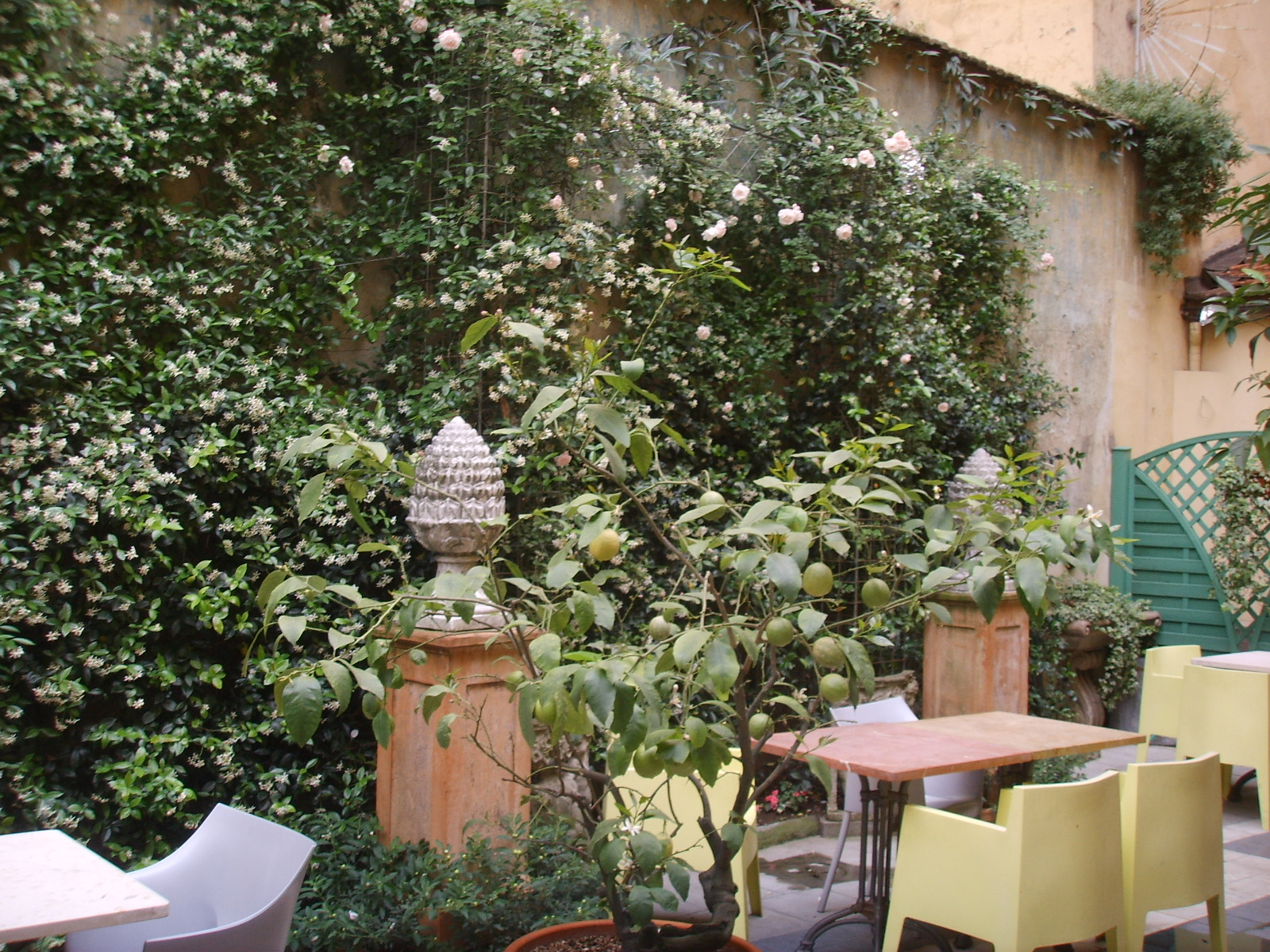
Il giardino